# 다카가와라촌 (도쿠시마현)
다카가와라촌(高川原村)은 도쿠시마현 묘자이군에 있던 촌이다. 1955년 3월 31일, 합병에 의해 이시이정이 되어 소멸하였다.

## 역사
- 1889년 10월 1일 - 정촌제 시행에 의해 5촌의 구역으로 성립하였다.
- 1955년 3월 31일 - 구 이시이정, 우라쇼촌, 다카하라촌, 아이하타촌, 다카가와라촌과 합병해 이시이정이 되어 소멸하였다.

## 교통

### 도로
- 국도 제192호선

## 참고문헌
- 角川日本地名大辞典 36 徳島県